# Петрос Сюнеці
Петрос Сюнеці (вірм. Պետրոս Սյունեցի кін. V ст. — бл. 558) — вірменський церковний діяч, письменник, богослов, перекладач. Мав прізвисько «Кертог» (вірм. Քերթող), тобто «поет».

## Життєпис
Відомостей про нього обмаль. Народився десь у 490-х роках. Степан Орбелян називає його учнем Мовсеса Хоренаці. У 547 році після смерті Макарія обирається новим (9-м) єпископом Сюника, внаслідок чого отримав звоє прізвисько Сюнеці (Сюникський). Брав участь у Двінському соборі 554 року, на якому відбувся остатоним розвив з нікейсько-халкидонським віросповідуванням. Згідно Ован Одзнеці єпископ Сюника був одним із ініціаторів сбору та брав безпосередню участь в розробці його рішень. Помер близько 558 року. Новим єпископом Сюника став Гіган.

## Творчість
Відомо, що був автором численних творів та перекладів, з яких збереглися окремі назви та уривки: «Проповідь проти халкидонитів», «Проповідь на свято Рідзва Христа», «Послання Єзидбузиду», «Вислови єпископа Сюникського Петроса», «Епос про сюникських князів Андаке й Бобіке», «Про віру», «Похвальне слово Пресвятій Богородиці». Останнє є першим твором у вірменській літературі присвяченої Діві Марії. В «Про віру» представлена стисла історія від Нікейського до Халкидонського собору, де окрім подій надає хаарктеристику ключовим дійовим особам. Питання Христології присвячено твір «Вислови єпископа Сюникського Петроса».
1998 року Г.Тер-Мкртчян вперше видав повну збірку творів Петроса.